# Priocnemis
Genre
Synonymes
- Anapriocnemis Haupt, 1959[1]

Priocnemis est un genre d'insectes hyménoptères de la famille des Pompilidae.

## Liste des espèces
Selon BioLib (19 octobre 2019) :
- Priocnemis abdominalis Dahlbom, 1845
- Priocnemis agilis (Shuckard, 1837)
- Priocnemis baltica Blüthgen, 1944
- Priocnemis bellieri Sichel, 1860
- Priocnemis canarioparvula Wolf, 1993
- Priocnemis castillanica Wahis, 1992
- Priocnemis confusor Haupt, 1927
- Priocnemis conjugata Wahis, 1992
- Priocnemis cordivalvata Haupt, 1926
- Priocnemis coriacea Dahlbom, 1843
- Priocnemis costae Costa, 1887
- Priocnemis crassicapitis Móczár, 1944
- Priocnemis diversa Junco y Reyes, 1946
- Priocnemis enslini Haupt, 1926
- Priocnemis exaltata (Fabricius, 1776)
- Priocnemis faillae De Stefani, 1886
- Priocnemis fallax Verhoeff, 1922
- Priocnemis fastigiata Haupt, 1934
- Priocnemis fennica Haupt, 1926
- Priocnemis hankoi Mocsár, 1944
- Priocnemis helvipicta Wahis, 1992
- Priocnemis hyalinata (Fabricius, 1793)
- Priocnemis massaliensis Soyer, 1945
- Priocnemis melanosoma Kohl, 1880
- Priocnemis mesobrometi Wolf, 1961
- Priocnemis minuta (Vander Linden, 1827)
- Priocnemis parvula Dalhlbom, 1845
- Priocnemis pellipleuris Wahis, 1998
- Priocnemis perplexa Costa, 1887
- Priocnemis perraudini Wolf, 1978
- Priocnemis perturbator (Harris, 1780)
- Priocnemis pillichi Priesner, 1960
- Priocnemis pogonioides Costa, 1838
- Priocnemis propinqua Lepeletier, 1847
- Priocnemis provencalis Wolf, 1962
- Priocnemis pumila Haupt, 1935
- Priocnemis pusilla Schioedte, 1837
- Priocnemis rufozonata Costa, 1883
- Priocnemis rugosa Sustera, 1922
- Priocnemis schioedtei Haupt, 1926
- Priocnemis sulci Balthasar, 1943
- Priocnemis susterai Haupt, 1926
- Priocnemis teneriffennica Wolf, 1996
- Priocnemis vachali Ferton, 1897
- Priocnemis vulgaris (Dufour, 1841)
- Priocnemis wahisi Wolf, 1960
- Priocnemis wolfi Wahis, 1986

Selon Catalogue of Life (19 octobre 2019) :
- Priocnemis placidus Kuschel, 1955

Selon NCBI (19 octobre 2019) :
- Priocnemis cornica (Say, 1836)
- Priocnemis germana (Cresson, 1867)
- Priocnemis minorata Banks, 1912
- Priocnemis oregana Priocnemus oregana
- Priocnemis parvula Dahlbom, 1845
- Priocnemis perturbator (Harris, 1780)

Selon Paleobiology Database (19 octobre 2019) :
- Priocnemis aertsi

## Galerie

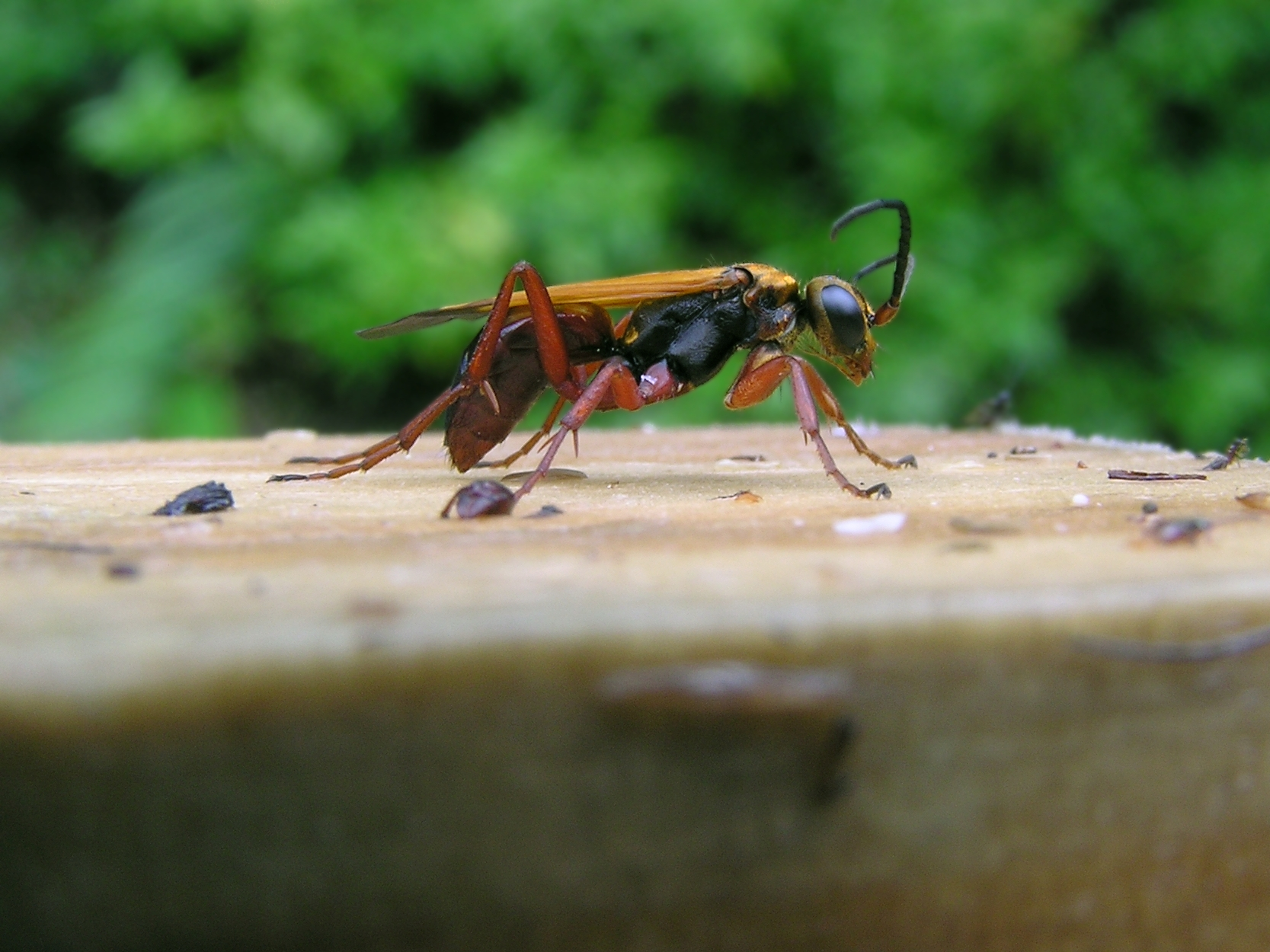
Priocnemis conformis
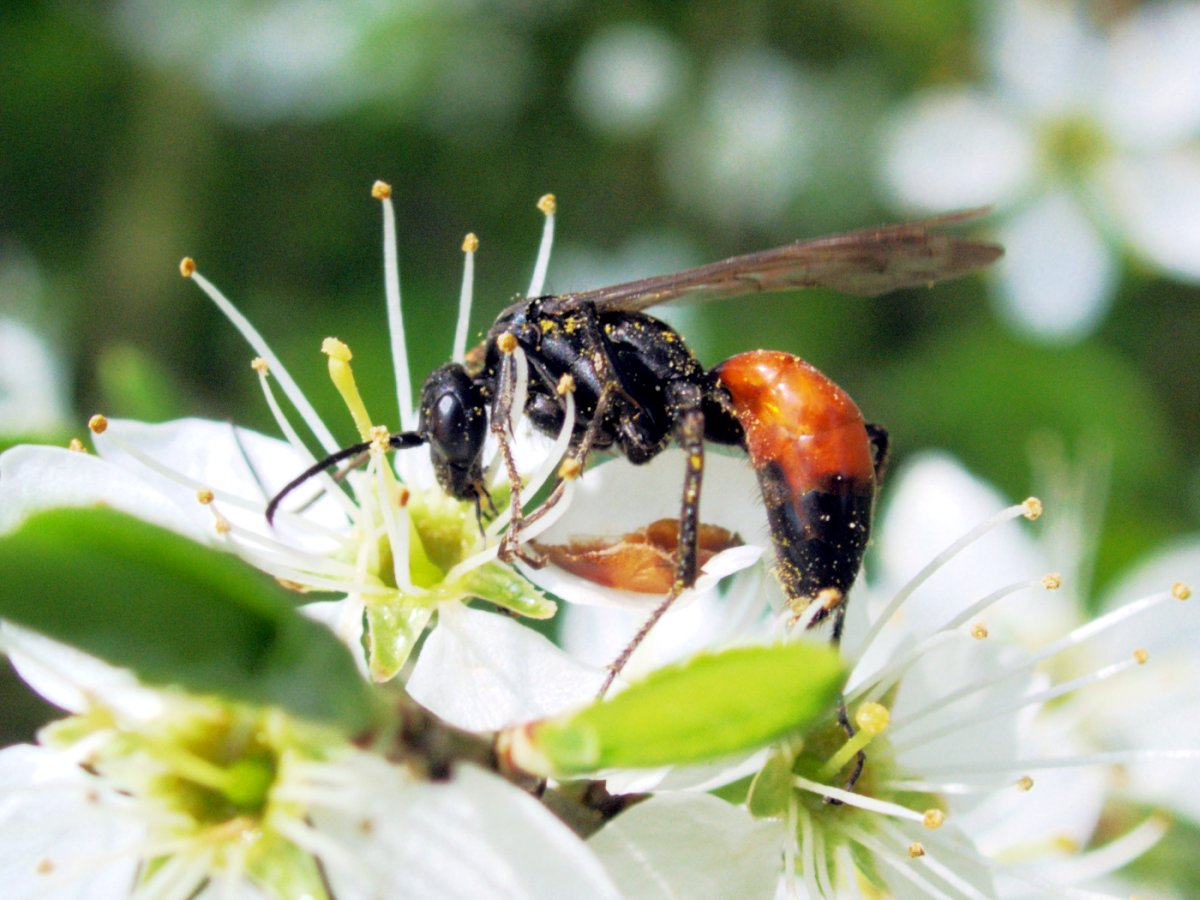
Priocnemis perturbator
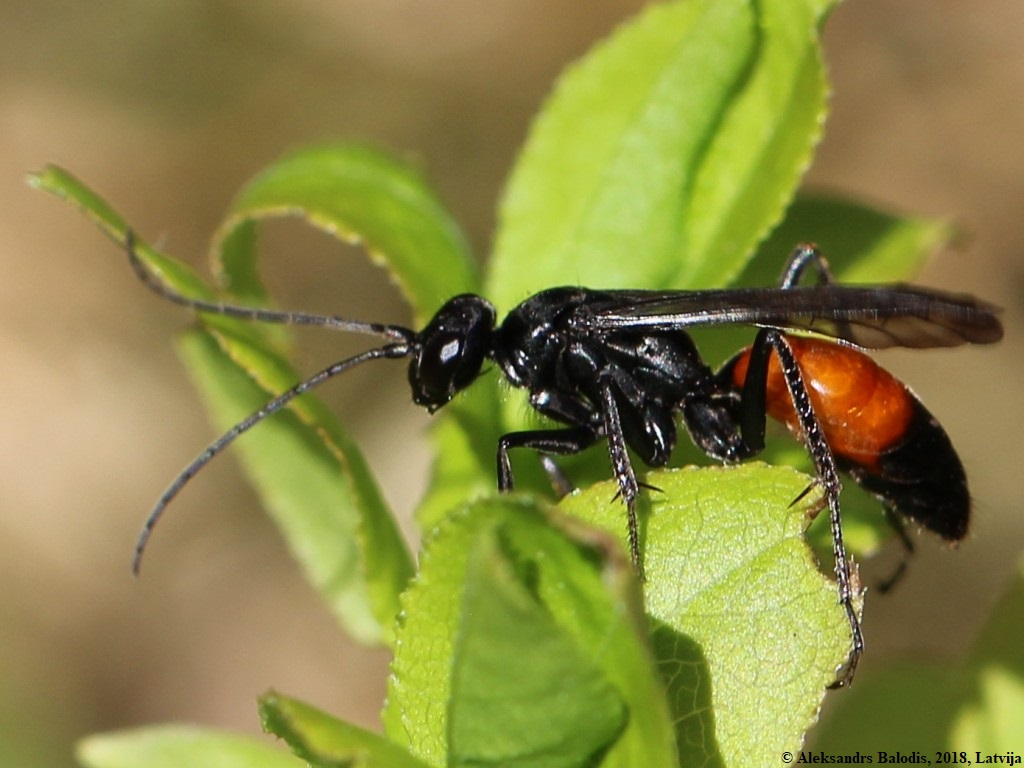
Priocnemis coriacea
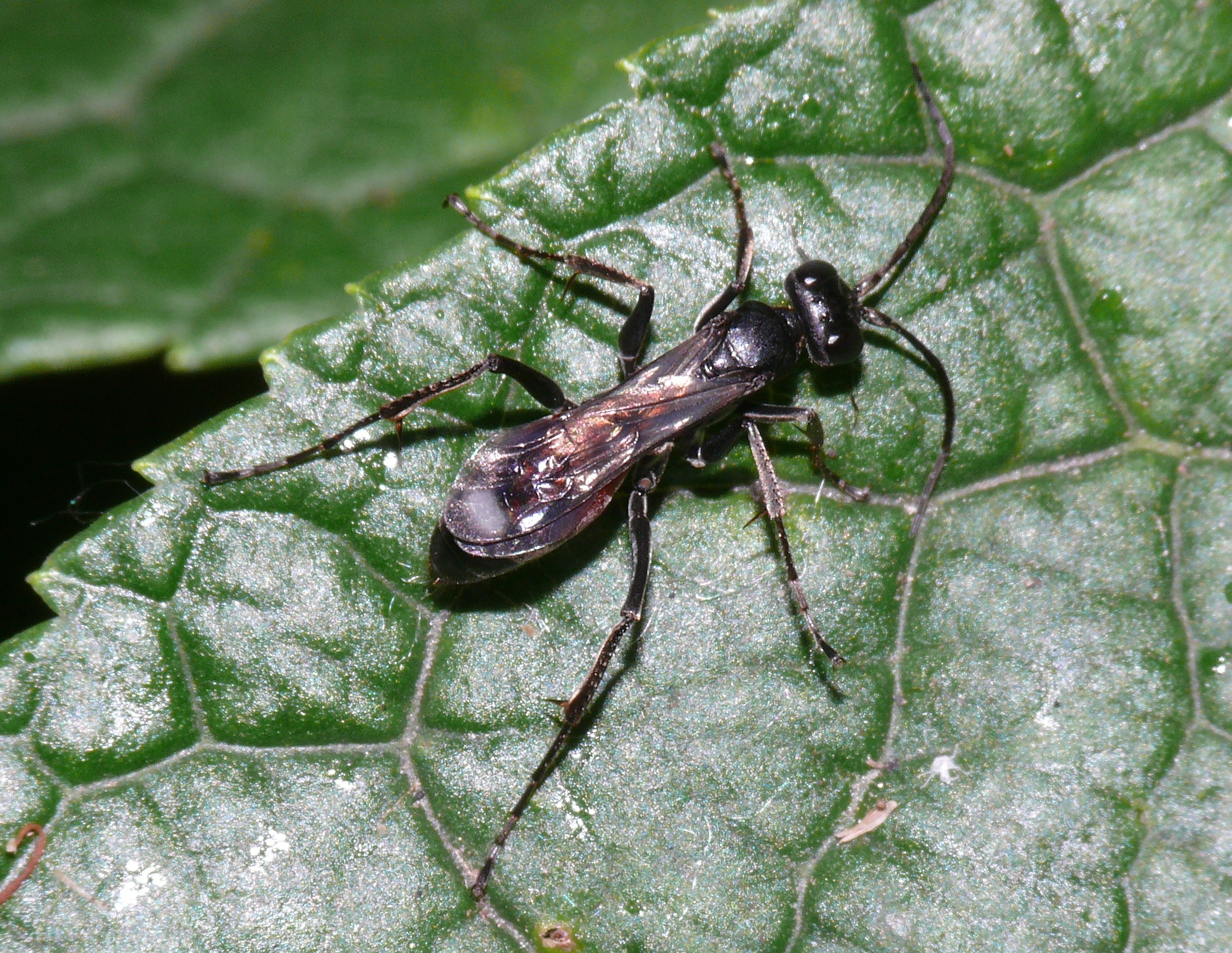
Priocnemis hyalinata
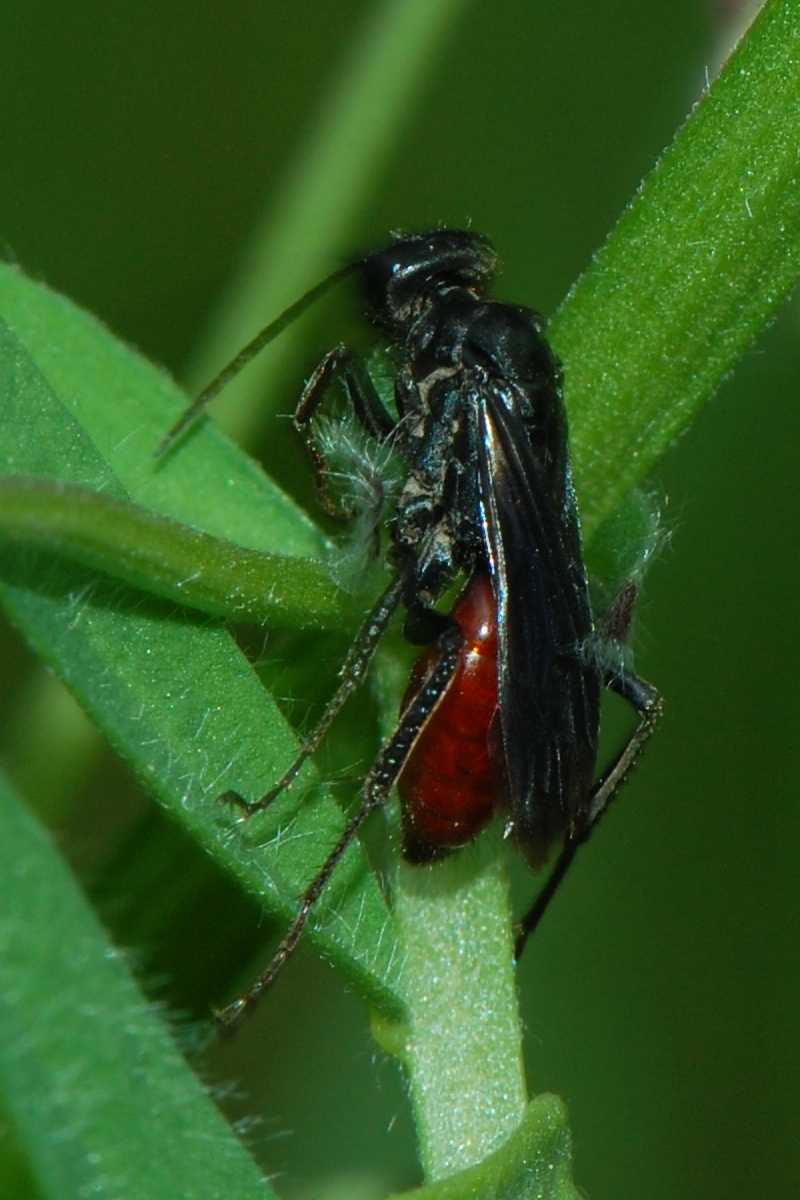
Priocnemis oregona